# Кірті-варман
Кірті-варман (гінді कीर्तिवर्मन; д/н — 1100) — магараджахіраджа Джеджа-Бхукті у 1060—1100 роках. Збережені його написи включають напис у Калінджарі 1090 року і наскельний напис у Деогадху 1098 року. Також про діяльність розповідає наскельний напис Аджайгадха.

## Життєпис
Походив з династії Чандела. Син магараджахіраджи Віджаяпали та Бгуванадеві. 1060 року у війні з Лакшмікарною Калачура, магараджахіраджею держави Чеді-Дагали, зазнав поразки й загинув його старший брат — магараджахіраджа Деваварман. Практично уся територія Джеджа-Бхукті була захоплено ворогом.
В свою чергу Кірті-варман оголосив себе новим правителем. Фактично виступив на боці коаліції Парамара і Чола проти коаліції Калачура—Західні Чалук'ї. Близько 1070 року зумів завдати поразки Лакшмікарні. відвоювавши Джеджа-Бхукті. Втім воював проти Калачура й Західних Чалук'їв до 1076 року, коли не здобув остаточних перемог. Написи Чандела стверджуюють, що він «дійшов до кордонів моря». Це могло відбутися під час війни проти Сомешвари II, магараджахіраджи держави Західних Чалук'їв.
1079 року зазнав нападу на свої володіння під час потужного походу уздовж Гангу газневідського султана Ібрагіма I, але зумів втримати важливу фортецю Каланджару. Вважається, що після цього Кірті-варман переніс столицю держави з Кхаджурахо до Магоби.
За прикладом Гангеядеви Чандела став карбувати власні золоті монети вагою від 2 до 4,08 г. З одного боку монети зображено сидячу богиню, а з іншого — легенду Шрімат Кірттіварманмадева.
До кінця панування вимушен був протистояти грабіжницьким нападам з боку Газневідського султанату. Помер 1100 року. Йому спадкував син Салакшанаварман.

## Будівництво
Основні архітектурні проєкти здійснювалися під наглядом першого міністра Вацараджи. Так, зведено сходи на березі річки Бетва, яка протікає біля форту Деогардх та фортецю Кірттігірідурга. Кіртіварман наказав створити штучні озера Кірат-Сагар у Магобі, Кірат-Сагар у Чандері та Будгія Тал у Каланджарі. Згідно з переказами він страждав на проказу (скоріше бла інша шкіряна хвороба) і вилікував її, купаючись у Будгія Тал.
На відміну від попередніх храмів Кхаджурахо з еротичними скульптурами, храми, побудовані під час і після правління Кірті-вармана, не містять сексуальних зображень.